# Behiç Erkin
Behiç Erkin (Istambul, 1876 — Istambul, 11 de novembro de 1961) foi um oficial de carreira turco, o primeiro diretor (1920-1926) dos Caminhos de Ferro da República da Turquia.
Durante a Segunda Guerra Mundial, ele ficou famoso por salvar milhares de judeus do genocídio nazista.

## Biografia
Behiç Erkin nasceu como Hakkı Behiç em 1876 em Constantinopla, Império Otomano. No começo da década de 1910, foi um amigo próximo e colaborador de Mustafa Kemal Atatürk. Mustafa Kemal e Behiç Erkin, então coronel, desempenharam papéis cruciais no sucesso das batalhas na frente dos Dardanelos.
Em 1939, o então presidente İsmet İnönü nomeou Erkin para o cargo de embaixador na França.